# Volvo PV50-serie
De Volvo PV51 is een auto geïntroduceerd door Volvo in december 1936. Hij werd in 1938 vervangen door de licht gemoderniseerde PV53. Deze auto bleef in productie tot het einde van de Tweede Wereldoorlog.

## PV51 - 52
De auto's van Volvo waren duur ten opzichte van hun concurrenten. De PV51 was het antwoord van Volvo op het verzoek van de Volvo-dealers om een kleiner en goedkoper model aan te bieden. Het achterste deel van de carrosserie was gelijk aan dat van de Volvo PV36, de voorkant was nieuw en het interieur was eenvoudiger, om de prijs laag te houden.
Begin 1937 verscheen het luxe model PV52. De luxere uitrusting bestond onder andere uit twee zonnekleppen, twee ruitenwissers, een klok, verwarming en armsteunen op alle vier deuren.
In maart 1938 werden de PV51 Special en de PV52 Special geïntroduceerd. Op deze modellen was het reservewiel verhuisd van op de klep van de kofferbak naar de bodem van de kofferbak. De kofferbak was vergroot om ruimte te bieden aan meer bagage.

### Versies
- PV51: 1936 - 1938, 1754 auto's gebouwd, basis model
- PV52: 1937 - 1938, 1046 auto's gebouwd, het luxe model
- PV51 ch: 1936 - 1938, 205 auto's gebouwd, commercieel chassis

## PV53 - 56
In de herfst van 1938 werden de PV51 en de PV52 vervangen door respectievelijk de PV53 en de PV56. Deze auto's hadden een nieuwe neus, verbeterde wielophanging en stuurinrichting, en een opgewaardeerd interieur en dashboard.
In de Tweede Wereldoorlog werd de productie voortgezet om vervoer te bieden aan het Zweedse leger en andere instanties. Omdat benzine schaars werd, zijn veel auto's voorzien van een houtgasgenerator.

### Versies
- PV53: 1938 - 1945, 1204 auto's gebouwd, basismodel
- PV54: 1938 - 1945, 814 auto's gebouwd, basismodel met vergrote kofferbak
- PV55: 1938 - 1945, 286 auto's gebouwd, het luxe model
- PV56: 1938 - 1945, 1321 auto's gebouwd, het luxe model met vergrote kofferbak
- PV57: 1938 - 1945, 275 auto's gebouwd, commercieel chassis

## Galerij

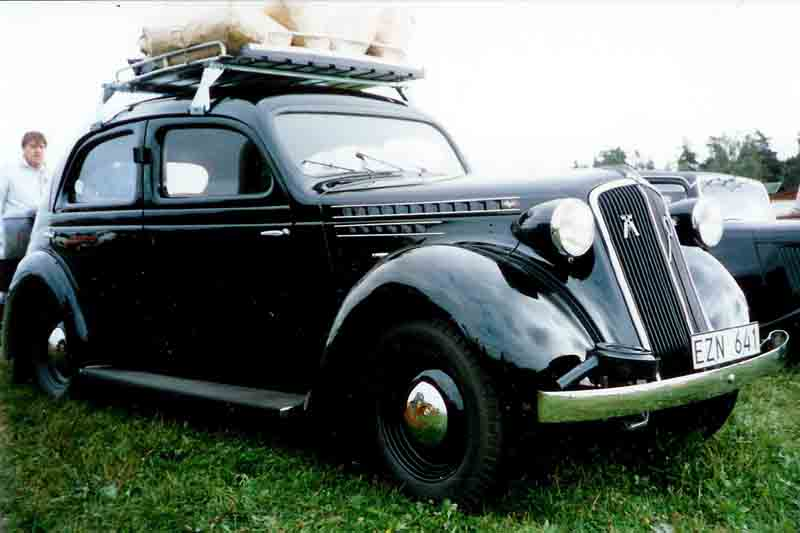
Volvo PV51 1937
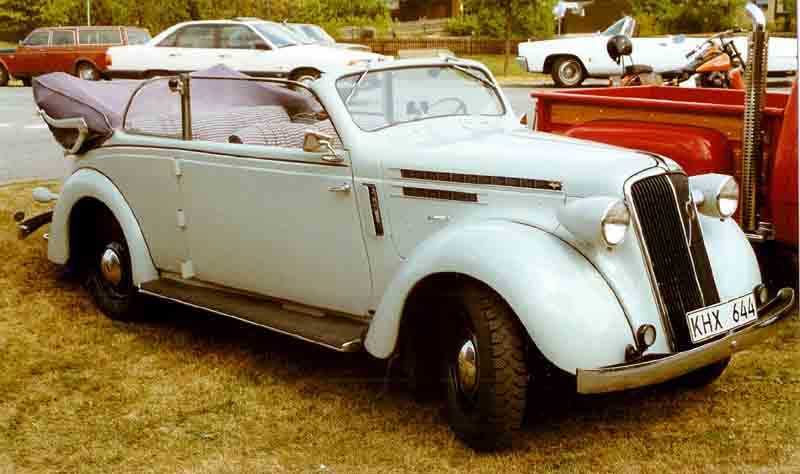
Volvo PV51 Cabriolet 1937
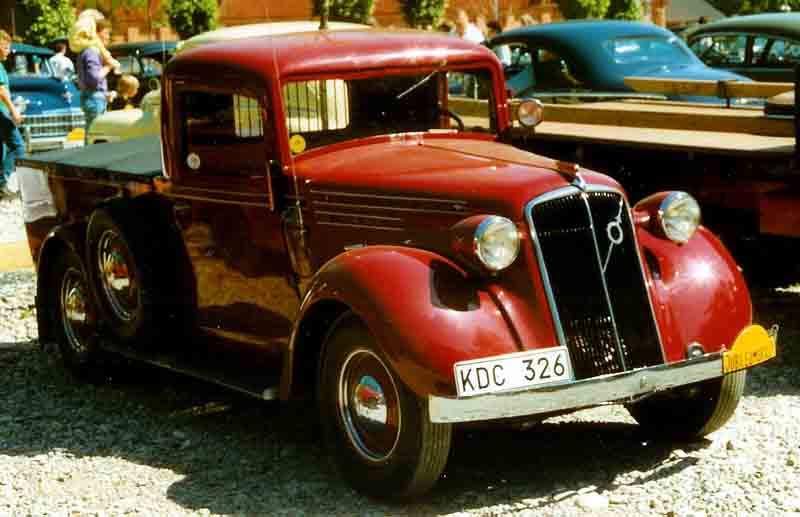
Volvo PV51 TV Pickup 1938
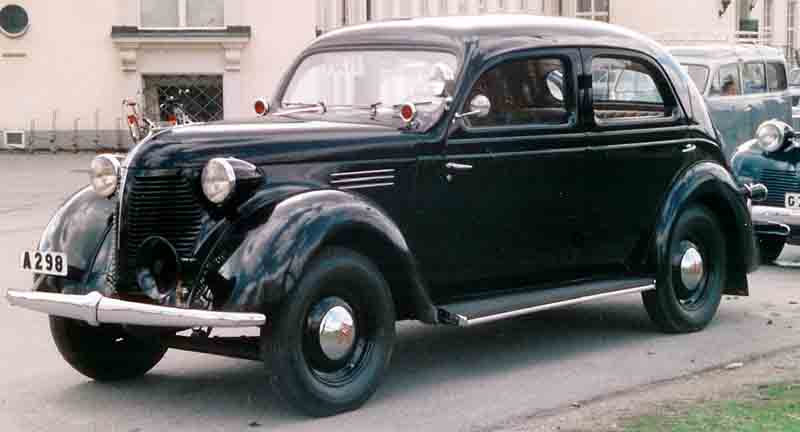
Volvo PV56 1939

Huidige modellen:
EC40 · 
EX30 · 
S60-V60 · 
S90-V90 · 
XC40 · 
XC60 · 
XC90 · 
EX90
Modellen geïntroduceerd na 1965:
100-serie · 
164 · 
200-serie · 
262C · 
66 ·
300-serie · 
400-serie ·
480 ·
700-serie · 
850 · 
900-serie · 
C30 · 
C70 · 
S40 · 
S70 · 
S80 · 
V40 ·
V40 Classic ·
V50 · 
V70-XC70
Modellen geïntroduceerd voor 1965:
ÖV4 · 
PV4 · 
PV650-serie ·
TR670-serie ·
PV36 ·
PV800-serie ·
PV50-serie · 
PV444 ·
PV60 ·
Duett ·
P1900 ·
Amazon · 
PV544 ·
P1800
Conceptauto's:
Philip ·
VESC ·
ECC ·
YCC ·
ReCharge ·
Concept You